# Bresle (Fluss)
Die Bresle [bʁɛl] ist ein Fluss in Frankreich, der nahezu auf seiner gesamten Länge den Grenzverlauf zwischen den Regionen Normandie und Hauts-de-France markiert. Sie entspringt im Gemeindegebiet von Criquiers, entwässert generell in nordwestlicher Richtung durch ein seenreiches Flusstal und mündet nach rund 68 Kilometern in Le Tréport in den Ärmelkanal.
Auf ihrem Weg berührt die Bresle die Départements Seine-Maritime, Oise und Somme. In ihrem Mündungsabschnitt berührt sie auch den Regionalen Naturpark Baie de Somme Picardie Maritime.

## Orte am Fluss

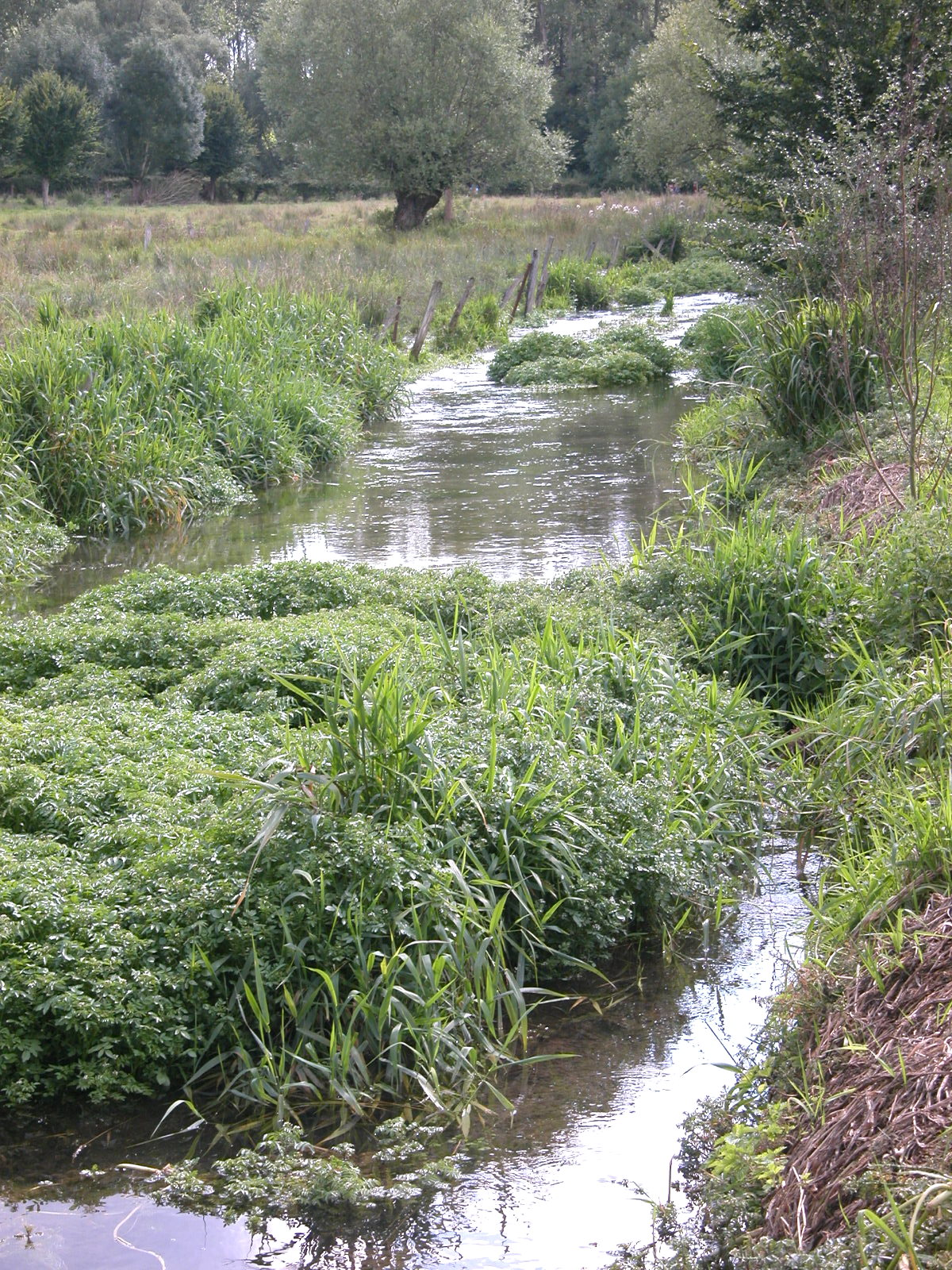
Die Bresle in Lannoy-Cuillère

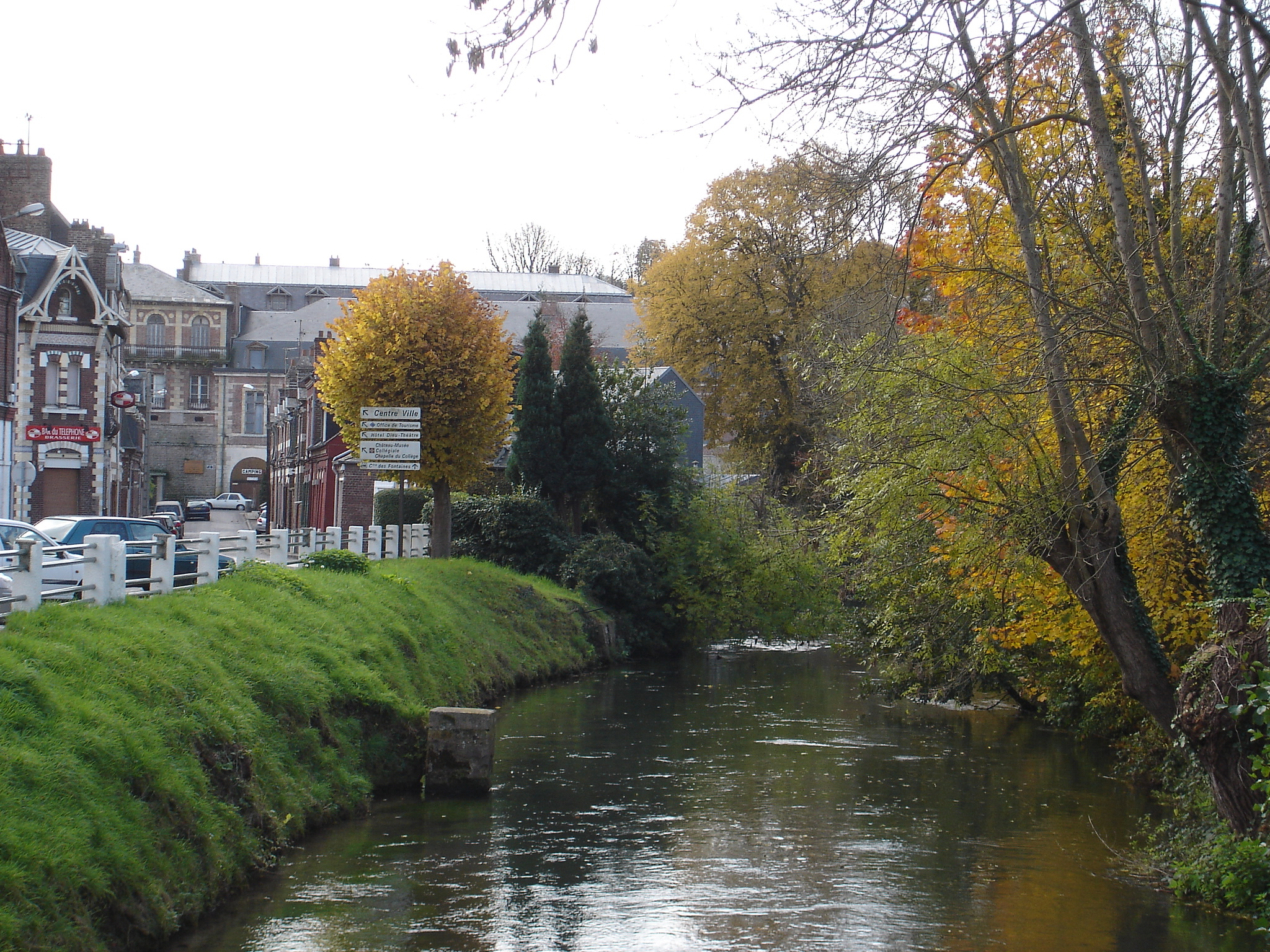
Die Bresle in Eu

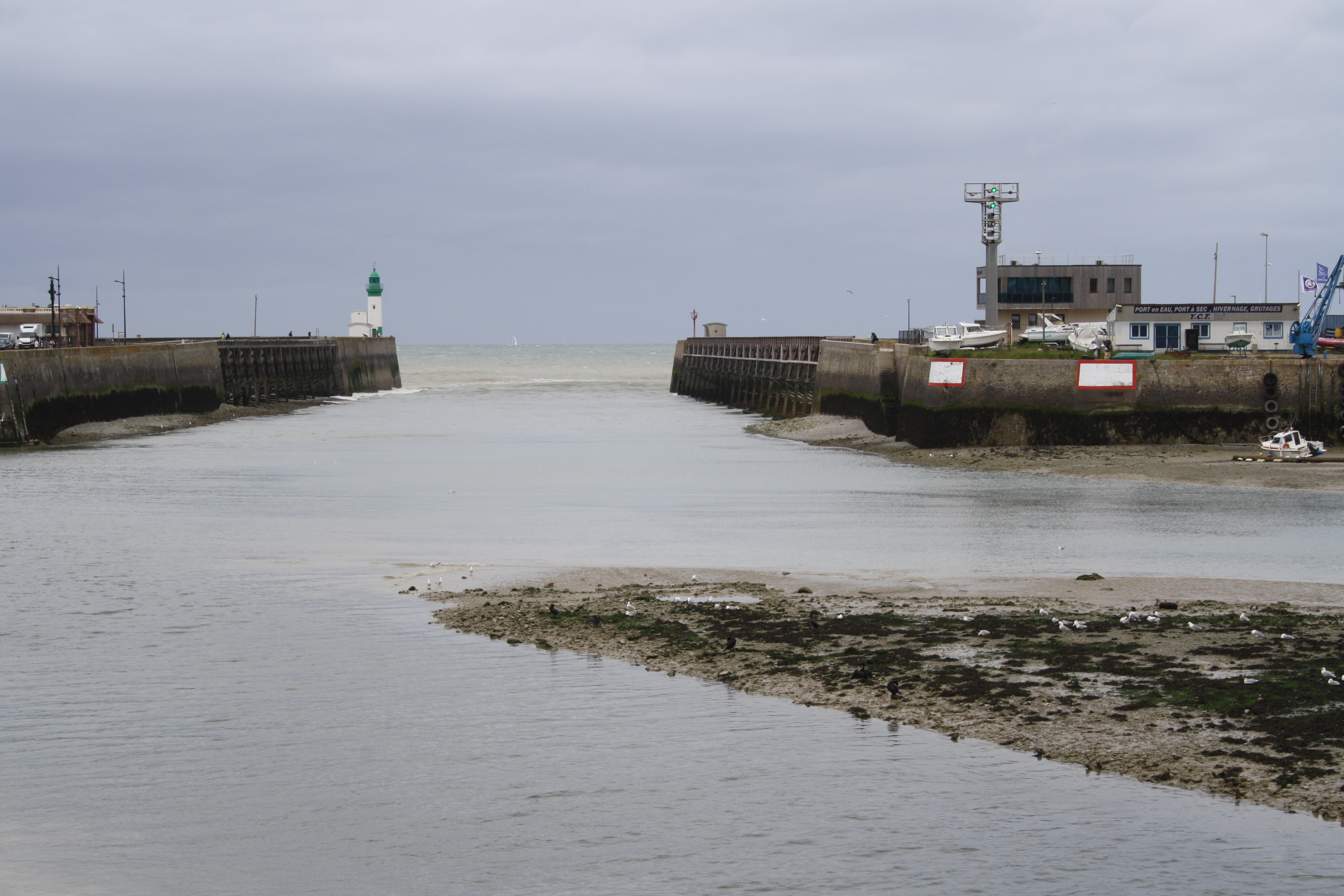
Mündung der Bresle in Le Tréport

- Lannoy-Cuillère
- Aumale
- Senarpont
- Bouttencourt
- Blangy-sur-Bresle
- Gamaches
- Beauchamps
- Incheville
- Ponts-et-Marais
- Eu
- Mers-les-Bains
- Le Tréport